# 16 Orionis
16 Orionis (h Orionis) é uma estrela na direção da Orion. Possui uma ascensão reta de 05h 09m 19.60s e uma declinação de +09° 49′ 46.6″. Sua magnitude aparente é igual a 5.43. Considerando sua distância de 176 anos-luz em relação à Terra, sua magnitude absoluta é igual a −2.72. Pertence à classe espectral A2m.